# Educação em Belize
A educação no Belize é obrigatória dos 6 aos 14 anos para a educação primária. O sistema educacional de Belize é um agregado de subsistemas educacionais. O sistema é baseado no sistema educacional britânico e é dividido em três níveis: primário, secundário e superior.

## História
O crescimento e transformação da educação no Belize se deu em várias fases, cada uma relacionada a uma importante mudança na história política e econômica do país. Durante a fase inicial, entre 1816 e 1892, a parceria Estado-igreja se tornou institucionalizada. A iniciativa e o controle religioso, a intervensão estatal extremamente limitada, e a vigorosa competidção das denominações religiosas pelas alianças com os habitantes caracterizaram esta fase.
A intensificação da rivalidade das denominações religiosas, a negligência benigna do estado colonial, e a crescente influência dos missionários jesuítas dos Estados Unidos caracterizaram a segunda fase que durou de 1893 a 1934. Em 1934, o diretor da educação na Jamaica fez uma completa investigação no sistema educacional de Honduras. Várias reformas foram propostas para aumentar os gastos com o sistema escolar e melhorar os padrões da educação. A implementação de muitas destas reformas começou no final da década de 1930.
Durante a fase seguinte, do final da década de 1940 até o início da de 1950, as atividades educacionais e sociais dos jesuítas influenciaram o crescimento do movimento nacionalista anti-Britânico, anti-colonial. No final da década de 1950 e início da de 1960, os jesuítas lideraram os esforços para redesenhar a educação pós-primária que era voltada para a elite e aos centros urbanos e que perpetuavam não apenas a desigualdade social, mas também a dominância história da cidade de Belize sobre a hinterlândia primariamente rural. No final da década de 1950, os jesuítas emergiram como uma influência dominante em praticamente todos os níveis da educação formal.
Com o surgimento de um nível maior de auto-gestão em 1964, o governo começou a assegurar seu controle sobre as escolas. O controle sobre as políticas de educação e planejamento passaram dos cléricos britânicos e administradores coloniais, para os belizeanos treinados na Inglaterra. A atual prática educacional, entretanto, mudou muito pouco. As denominações religiosas continuaram a determinar a direção e o passo da expansão educacional. A influência dos Estados Unidos dentro das escolas de Belize se intensificou, não apenas através da adoção de algumas práticas jesuítas por todo o sistema educacional, mas também com a chegama do Corpo da Paz e outros professores voluntários dos Estados Unidos e outras agências como a CARE e a Michigan Partners.
Conforme a demanda por educação ultrapassou a capacidade da igreja -inclusive dos jesuitas- de prover isso, as cooperações interdenominação cresceram e o estado assumiu um papel mais central. Na década de 1970, o governo assumiu o papel principal em estabelecer novas escolas, principalmente dos níveis secundário e superior. O governo considerou a educação como uma ferramenta essencial na luta pacífica pela independência. Mas a expansão das oportunidades educacionais superava os recursos do estado, levando a uma intensa dependência de ajuda externa. Desde 1981, os Estados Unidos tem ajuda nesta questão. A situação fez com que muitas Belizeanos temessem o nascimento de uma nova forma de controle imperialismo sobre o país.
Em nenhum lugar o medo da recolonização era maior do que na educação superior. Em 1979, o atual governo People's United Party (PUP) estabeleceu a Belize College of Arts, Science, and Technology (Belcast) com a intenção de acabar com a dependência do mundo externo para a aeducação superior. A PUP criou Belcast para ser uma instituição do governo, sem a participação da igreja. Os recursos eram garantidos pela Comunidade Económica Europeia para a construção do campos em Belmopan.
O campos nunca foi construído porque a PUP foi retirada do governo pelo rival United Democratic Party (UDP) em dezembro de 1984. A UDP revogou Belcast e convidou Ferris State College of Big Rapids para estabelecer e administrar a nova instituição, a University College of Belize (UCB). O controle sobre os programas da UCB não estava nas mãos dos belizeanos, mas nas da administração de Ferris State College. O nascimento da UCB deu forma ao maior medo dos nacionaliztas belizeanos: o país perdeu a soberania sobre uma instituição que simboliza o primeiro grande esforço de Belize para acabar com o passado colonial do país no setor de educação. A intensa controvérsia retornou novamente em 1991 quando foi descoberto que Ferris State College falhou em obter uma boa avaliação para o programa da UCB, e assim colocando em questão o valor dos diplomas emitidos pela UCB desde 1987. Seguindo esta controvérsia, o novo governo PUP terminou o acordo com Ferris State College e assumiu controle total sobre a instituição.

## Sistema educacional
O sistema educacional de Belize é um agregado de subsistemas educacionais. O sistema é baseado no sistema educacional britânico e é dividido em três níveis: primário, secundário e superior.

### Educação primária
A educação primária tem duração de 8 anos, com 2 anos de educação infantil e 6 anos de educação primária.

### Educação secundária
A educação secundária é dividida em 4 "forms". As escolas possuem orientações curriculares e culturais diferentes. A maioria das escolas privadas e denominações religiosas dão enfase nos estudos acadêmicos e comerciais, apesar de algumas também oferecerem programas técnico-vocacionais. Em contraste, o governo administra diretamente 9 escolas, das quais todas oferecem um curriculum orientado para temas tecnico-vocacional.

### Educação superior
Após a educação secundária há cursos de 2 anos designados para preparar os estudantes para o Cambridge Advanced ou exames "A-Level". A partir do início da década de 1970 as instituições também podem emitir certificados de "Associate of Arts" sancionados pela "United States Association of Junior Colleges".
Outras instituições superiores incluem Belize Teachers' College, o Belize School of Nursing, e o Belize College of Agriculture, além da UCB. Belize contribui e participa da multinacional University of the West Indies. University of the West Indies também mantém um pequeno departamento na cidade de Belize.
A administração do sistema varia de acordo com o nível. Na segunda metade da década de 1980, denominações religiosas controlavam a maioria das escolas primárias, mas o governo e a iniciativa privada administrava mais mais de 50% das instituições secundárias. A preponderância das instituições públicas no nível secundário é relativamente novo; em 1980, a maioria das escolas secundárias estava sobre administração religiosa. Ainda assim, as denominações religiosas continuam tendo uma considerável influência sobre os comites de administração das instituições privadas.
A orientação cultura, práticas educacionais, rituais e critérios de avaliação, chegaram às escolas de Belize das instituições jesuítas dos Estados Unidos. A influência jesuíta também afeta as escolas britânicas tradicionais, como as escolas secundárias anglicana e metodista, e a Belize Technical College. Quase 30 anos de Corpo da Paz, e outros professores voluntários dos Estados Unidos também influenciaram a cultura educacional de Belize.

## Cobertura e Qualidade
Em 2001, 93,2% das crianças com idade entre 5 e 14 anos frequentavam a escola. O Ato Educacional multa os pais em 100 dólares caso suas crianças dentro da idade da educação obrigatória não frequentem a escola regularmente. A educação primária é gratuita, mas gastos relacionados, como uniformes e livros, representam problemas financeiros para famílias pobres. Escolas secundárias e programas de aprendizado e vocacional só possuem capacidade para acomodar metade das crianças que completam a escola primária. Em 2002, a taxa de matrícula na educação secundária das crianças na faixa etária relacionada foi de 99%. Em 1999, 81% das crianças matriculadas na escola primária chegavam à 5ª série. Resultados da Pesquisa de Atividade das Crianças indica que 12% das crianças com idade entre 5 e 14 anos que trabalham não frequentam a escola.